# Ellen Schwiers
Ellen Schwiers, född 11 juni 1930 i Stettin, Provinsen Pommern, Tyska riket (nu Szczecin, Polen), död 26 april 2019 i Starnberg, Bayern, Tyskland, var en tysk skådespelare inom teater, film och television. Schwiers filmdebuterade 1949 och spelade in sin sista film 2013. Hon medverkade i TV-produktioner fram till 2017.

## Filmografi, urval
- 1955 – Autostradaligan
- 1956 – Mysteriet Anastasia
- 1958 – Hjältar
- 1959 – Jag och min ko
- 1960 – Det sista vittnet
- 1960 – Gustav Adolfs Page
- 1965 – Jag älskar när åskan går
- 1976 – 1900
- 1978 – Fedora